# Бжедуховское сельское поселение
Бжедуховское сельское поселение — муниципальное образование в Белореченском районе Краснодарского края России.
В рамках административно-территориального устройства Краснодарского края ему соответствует Бжедуховский сельский округ.
Административный центр — станица Бжедуховская.

## Население
| 2010  | 2012  | 2013  | 2014  | 2015  | 2016  | 2017  |
| ----- | ----- | ----- | ----- | ----- | ----- | ----- |
| 3236  | ↘3184 | ↘3180 | ↗3192 | ↗3232 | ↗3246 | ↗3273 |
| 2018  | 2019  | 2020  | 2021  | 2023  |       |       |
| ↘3231 | ↘3221 | ↘3213 | ↘2518 | ↘2415 |       |       |

## Населённые пункты
В состав сельского поселения (сельского округа) входят 5 населённых пунктов:
| № | Населённый пункт  | Тип населённого пункта | Население (чел.) |
| - | ----------------- | ---------------------- | ---------------- |
| 1 | Бжедуховская      | станица                | ↘2034            |
| 2 | Октябрьская       | станица                | ↘368             |
| 3 | Каневецкий        | хутор                  | ↘100             |
| 4 | Новогурийский     | хутор                  | ↘149             |
| 5 | Нижневеденеевский | посёлок                | ↘585             |

## История
Бжедуховское сельское поселение было образовано в 2004 году в границах сельского округа (ранее — сельсовета).